# Демарх (сатрап)
Демарх (др.-греч. Δήμαρχος); IV век до н. э.) — македонский сатрап Геллеспонтской Фригии

Карта деления империи Ахеменидов на сатрапии

## Биография
Александр Македонский назначил Демарха на пост сатрапа Геллеспонтской Фригии вместо Каласа. Гельмут Берве полагает, что Демарх учёл опыт своего предшественника и не вёл в регионе активных военных действий.
После смерти Александра во время первого распределения сатрапий в 323 году до н. э. Геллеспонтская Фригия была отдана Леоннату.